# Gran Premio de los Países Bajos de Motociclismo de 1964
El Gran Premio de los Países Bajos de Motociclismo de 1964 fue la quinta prueba de la temporada 1964 del Campeonato Mundial de Motociclismo. El Gran Premio se disputó el 27 de junio de 1964 en el Circuito de Assen.

## Resultados 500cc
En 500cc, nuevamente Mike Hailwood ganó la carrera con gran autoridad. En los entrenamientos, Benedicto Caldarella (con el moto de siete años Gilera de cuatro cilindros) y Remo Venturi con el Bianchi fueron los más rápidos. Caldarella se retiró, pero Venturi quedó en segundo lugar, muy por delante de la Matchless G50 de Paddy Driver.
| Pos.    | Piloto                | Equipo    | Tiempo       | Pts. |
| ------- | --------------------- | --------- | ------------ | ---- |
| 1       | Mike Hailwood         | MV Agusta | 1h 03' 35" 4 | 8    |
| 2       | Remo Venturi          | Bianchi   | +1' 34" 2    | 6    |
| 3       | Paddy Driver          | Matchless | +2' 42" 8    | 4    |
| 4       | Jack Ahearn           | Norton    | +3' 11" 8    | 3    |
| 5       | Fred Stevens          | Matchless | +1 Vuelta    | 2    |
| 6       | Phil Read             | Matchless | +1 Vuelta    | 1    |
| 7       | Alberto Pagani        | Bianchi   | +1 Vuelta    |      |
| 8       | Dan Shorey            | Norton    | +1 Vuelta    |      |
| 9       | Walter Scheimann      | Norton    | +1 Vuelta    |      |
| 10      | Karl Recktenwald      | Norton    | +1 Vuelta    |      |
| 11      | František Šťastný     | Jawa      | +1 Vuelta    |      |
| 12      | Ernst Hiller          | Norton    | +1 Vuelta    |      |
| 13      | Aart van Kooy         | Norton    | +2 Vueltas   |      |
| 14      | Lewis Young           | Matchless | +2 Vueltas   |      |
| 15      | Vernon Cottle         | Norton    | +2 Vueltas   |      |
| 16      | Joop Vogelzang        | Norton    | +2 Vueltas   |      |
| Ret     | Benedicto Caldarella  | Gilera    | Ret          |      |
| Ret     | Jack Findlay          | Matchless | Ret          |      |
| Ret     | Gustav Havel          | Jawa      | Ret          |      |
| Ret     | Derek Minter          | Norton    | Ret          |      |
| Ret     | Roy Ingram            | Norton    | Ret          |      |
| Ret     | Allen-Roger C. Hunter | Matchless | Ret          |      |
| Ret     | Mike Duff             | Matchless | Ret          |      |
| Ret     | Dennis Fry            | Norton    | Ret          |      |
| Ret     | Maurice Low           | Norton    | Ret          |      |
| Ret     | Sven-Olaf Gunnarsson  | Norton    | Ret          |      |
| Ret     | Derek Woodman         | Matchless | Ret          |      |
| Fuente: |                       |           |              |      |

## Resultados 350cc
En 350 c.c., Jim Redman también ganó la segunda carrera de 350cc del año. Mike Hailwood fue segundo, pero en gran desventaja. Remo Venturi fue tercero con su Bianchi de dos cilindros.
| Pos. | Piloto             | Moto      | Tiempo     | Pts. |
| ---- | ------------------ | --------- | ---------- | ---- |
| 1    | Jim Redman         | Honda     | 1:05"43'4  | 8    |
| 2    | Mike Hailwood      | MV Agusta | +1"41'4    | 6    |
| 3    | Remo Venturi       | Bianchi   | +2"55'0    | 4    |
| 4    | Paddy Driver       | AJS       | +1 Vuelta  | 3    |
| 5    | Mike Duff          | AJS       | +1 Vuelta  | 2    |
| 6    | Derek Minter       | Norton    | +1 Vuelta  | 1    |
| 7    | Gustav Havel       | Jawa      | +1 Vuelta  |      |
| 8    | Alan Hunter        | Norton    | +1 Vuelta  |      |
| 9    | Jack Ahearn        | Norton    | +1 Vuelta  |      |
| 10   | Frantisek St'astny | Jawa      | +1 Vuelta  |      |
| 11   | Rudi Thalhammer    | Norton    | +1 Vuelta  |      |
| 12   | Vernon Cottle      | AJS       | +1 Vuelta  |      |
| 13   | Fred Stevens       | AJS       | +1 Vuelta  |      |
| 14   | Karl Hoppe         | AJS       | +2 Vueltas |      |
| 15   | Bert Oosterhuis    | Norton    | +2 Vueltas |      |
| 16   | Dennis Fry         | Norton    | +2 Vueltas |      |
| Ret  | Bruce Beale        | Honda     | Ret        |      |
| Ret  | Gilberto Milani    | Aermacchi | Ret        |      |
| Ret  | Tarquinio Provini  | Benelli   | Ret        |      |
| Ret  | Morrie Low         | AJS       | Ret        |      |
| Ret  | Jack Findlay       | AJS       | Ret        |      |

## Resultados 250cc
En el cuarto de litro, Jim Redman y Phil Read cambiaron de posición hasta siete veces en la vuelta final. Entraron pegados en la última curva, pero Read tuvo que subir nuevamente (Redman pudo extender su cuatro cilindros a 16,000 rpm). Como resultado, Redman ganó por media rueda. Fue la primera de las tres victorias de Redman ese día: más tarde también ganaría la de 350 y la de 125cc.
| Pos. | Piloto            | Moto       | Tiempo     | Pts. |
| ---- | ----------------- | ---------- | ---------- | ---- |
| 1    | Jim Redman        | Honda      | 55"13'2    | 8    |
| 2    | Phil Read         | Yamaha     | +0'1       | 6    |
| 3    | Tommy Robb        | Yamaha     | +2"38'4    | 4    |
| 4    | Tarquinio Provini | Benelli    | +1 Vuelta  | 3    |
| 5    | Mike Duff         | Yamaha     | +1 Vuelta  | 2    |
| 6    | Gilberto Milani   | Aermacchi  | +1 Vuelta  | 1    |
| 7    | Bruce Beale       | Honda      | +1 Vuelta  |      |
| 8    | Alberto Pagani    | Paton      | +1 Vuelta  |      |
| 9    | Trevor Barnes     | Moto Guzzi | +1 Vuelta  |      |
| 10   | Günter Beer       | Honda      | +2 Vueltas |      |
| 11   | Joop Vogelzang    | Aermacchi  | +2 Vueltas |      |
| 12   | Siegfried Lohmann | Adler      | +2 Vueltas |      |
| Ret  | Jack Ahearn       | Suzuki     | Ret        |      |
| Ret  | Frank Perris      | Suzuki     | Ret        |      |
| Ret  | Alex Avery        | Yamaha     | Ret        |      |
| Ret  | Bert Schneider    | Suzuki     | Ret        |      |
| Ret  | Alan Shepherd     | MZ         | Ret        |      |

## Resultados 125cc
En 125cc, Honda no había ido a la GP de Estados Unidos, pero después de eso, Luigi Taveri había ganado todas las carreras. Ahora que Taveri no pudo comenzar debido a una lesión, Jim Redman se hizo cargo de los honores. Sin embargo, fue seguido por Phil Read, cuya nueva Yamaha RA 97 era en realidad demasiado pesada, doce kilos más pesado que la Honda 2RC 146 de Redman. Ralph Bryans (Honda) terminó tercero, más de medio segundo por delante de Bert Schneider con la Suzuki RT 64. Taveri retuvo el liderazgo en la general del Mundial.
La carrerq quedaría eclipsada por la muerte de Roland Föll durante los entrenamiento de esta cilindrada. Föll fue copiloto en sidecar de Florian Camathias pero también compitió en muchas clases en solitario.
| Pos. | Piloto           | Moto    | Tiempo    | Pts. |
| ---- | ---------------- | ------- | --------- | ---- |
| 1    | { Jim Redman     | Honda   | 47"49'2   | 8    |
| 2    | Phil Read        | Yamaha  | +6'5      | 6    |
| 3    | Ralph Bryans     | Honda   | +22'0     | 4    |
| 4    | Bert Schneider   | Suzuki  | +22'6     | 3    |
| 5    | Hugh Anderson    | Suzuki  | +46'0     | 2    |
| 6    | Frank Perris     | Suzuki  | +46'4     | 1    |
| 7    | Isamu Kasuya     | Honda   | +1"42'4   |      |
| 8    | Cees van Dongen  | MZ      | +3"30'6   |      |
| 9    | Rex Avery        | EMC     | +1 Vuelta |      |
| 10   | Giuseppe Visenzi | Honda   | +1 Vuelta |      |
| 11   | Walter Scheimann | Honda   | +1 Vuelta |      |
| 12   | Chris Vincent    | Honda   | +1 Vuelta |      |
| 13   | Bruce Beale      | Honda   | +1 Vuelta |      |
| Ret  | Stanislav Malina | CZ      | Ret       |      |
| Ret  | Tommy Robb       | Bultaco | Ret       |      |
| Ret  | Mike Duff        | Yamaha  | Ret       |      |
| Ret  | Luigi Taveri     | Honda   | Ret       |      |
| Ret  | Casper Swart     | Honda   | Ret       |      |
| Ret  | Jan Kostwinder   | Honda   | Ret       |      |

## Resultados 50cc
Solo cinco pilotos cruzaron la línea de meta en la carrera de 50cc. Entre los abandonos, estaba el líder de la general, Hugh Anderson. El piloto de Kreidler Hans-Georg Anscheidt debería haberse beneficiado de eso, pero no funcionó en absoluto. Ralph Bryans ganó con su Honda RC 113, seguido a medio minuto por las Suzuki RM 64 de Isao Morishita y Mitsuo Itoh, que solo dos décimas de diferencia entre ellos. Más de dos minutos después de ellos, Anscheidt cruzó la línea de meta, seguido por su compañero Cees van Dongen.
| Pos. | Piloto               | Moto     | Tiempo    | Pts. |
| ---- | -------------------- | -------- | --------- | ---- |
| 1    | Ralph Bryans         | Honda    | 30' 30" 1 | 8    |
| 2    | Isao Morishita       | Suzuki   | +26" 3    | 6    |
| 3    | Mitsuo Itoh          | Suzuki   | +26" 5    | 4    |
| 4    | Hans-Georg Anscheidt | Kreidler | +2' 37" 5 | 3    |
| 5    | Cees van Dongen      | Kreidler | +2' 37" 9 | 2    |
| Ret  | Hugh Anderson        | Suzuki   | Ret       |      |
| Ret  | Haruo Koshino        | Suzuki   | Ret       |      |
| Ret  | Jan Huberts          | Derbi    | Ret       |      |
| DNS  | Luigi Taveri         | Derbi    | DNS       |      |